# Bam, Iran
Bamje mesto v iranski provinci Kerman. Leta 2016 je v njem živelo 127.396 prebivalcev. 
Stoji na nadmorski višini 1100 m, zgrajeno pa je okrog starodavne citadele Arg-e Bam(ارگ بم) iz okoli leta 500. pr. n. št., ki je največja zgradba iz blatne opeke na svetu. Ta velika citadela  je zgrajena ob Svilni cesti in je bila v uporabi vse do leta 1850. Zaradi tega je bil Bam, skupaj z stavbami ki ga obkrožajo, od leta 2004 vpisan na Unescov seznam svetovne dediščine. Na seznam ogroženih mest je bil uvrščen takoj zaradi katastrofalnega potresa 26. decembra 2003, ko je bila citadela uničena skoraj do tal. Po obnovi leta 2013 je bil Bam umaknjen iz tega seznama. Pred potresom je Bam štel okoli 43.000 prebivalcev.

## Zgodovina
Ime je Bam dobil verjetno po izrazu "črv", pri čemer se misli na sviloprejko saj je bilo mesto poznano po svili. 
Po verovanju, naj bi Bam ustanovil Hafvad, ki mu pripisujejo uvedbo svile in tkanja v pokrajino Kerman in naj bi živel v času Ardaširja I., ustanovitelja Sasanidskega 
cesarstva (224-651). Verjetno da je naselje Bam obstajalo že v času Partskega cesarstva (247 - 224 pr. n. št.), in je bila le Citadela zgrajena v času Sasanidov. Ibn Hawqal (943-977), arabski popotnik in geograf, je opisal Bam v svoji knjigi Surat-ul-`ard (Zemlja v slikah):
Tam tkejo odlične, lepe in trpežne bombažne tkanine in jih pošiljajo v kraje po vsem svetu, tam so prav tako odlična oblačila, od katerih vsako stane približno 30 dinarjev in se prodajajo v Horasan, Irak in Egipt.
Večina okoliških stavb je iz časa Safavidov (1501-1736). Bam je bil od nekdaj važno trgovsko mesto, poznano po svojih visokokvalitetnih tkaninah in proizvodnji oblačil, pa tudi kot središče kmetijstva, kjer so se vzgajale datljeve palme in agrumi, saj so poznali namakalni sistem kanatov (podzemnih kanalov). 
Mesto je bilo zapuščeno po invaziji Afganistancev leta 1722. Ponovno je bilo naseljeno in zapuščeno po napadu iz Širaza leta 1762. Od tedaj pa do leta 1850 je bilo celo mesto preurejeno v vojaške barake. Počasi se je razvijalo kot kmetijsko in kasneje tudi industrijsko središče, vse do katastrofalnega potresa leta 2003. Danes se počasi obnavlja in postaja turistično mesto, saj ga hodijo občudovat mnogi turisti.
16. marca 2007 je peščeni vihar s hitrostjo 130 km/h iznenada prihrumel nad Bam, pri čemer se je nekaj ljudi zadušilo, nekaj pa umrlo v avtomobilskih nesrečah, več je bilo ranjenih.

## Galerija
- Bam leta 1913
- Bam leta 1913
- Bam leta 1913
- Bam leta 1913